# Her Indian Mother
Her Indian Mother è un cortometraggio western del 1910 diretto da Sidney Olcott. Prodotto dalla Kalem Company, fu interpretato dal futuro regista Jack Conway, da Alice Joyce, e da Jane Wolfe dnella parte della moglie indiana del protagonista.

## Trama
Un giovane fattore vive a contatto con una tribù indiana. Si innamora di una ragazza e la sposa. I due hanno una bambina e vivono tranquillamente fino a quando l'uomo viene richiamato a Montreal. Lascia la famiglia e in città ben presto dimentica la sua vita rurale. Sedici anni dopo, durante un giro per la società per cui lavora, si ritrova nei luoghi della sua giovinezza e incontra una fanciulla che gli ricorda sua moglie che, nel frattempo, è morta. Riconosce la figlia da un bracciale che lei porta. Le chiede allora di venire con lui in città, dove potrà studiare. Lei accetta, ma il richiamo del sangue è forte: un giorno, davanti a una veste di daino, la ragazza si lascia andare, la indossa e torna nei boschi, da suo nonno e dal fidanzato, un giovane e valoroso guerriero. Il padre si rende conto che ormai è troppo tardi per ricucire il suo rapporto con la figlia che aveva abbandonato.

## Produzione
La Kalem Company produsse il film nel 1910.

## Distribuzione
Distribuito dalla General Film Company, il film - un cortometraggio di una bobina - uscì nelle sale il 16 dicembre del 1910.